# Ditte Arnth
Ditte Arnth Jørgensen (født 6. juli 1982 i Ringsted) er en dansk skuespiller. 
Hun blev kendt i september 2009 efter at en engelsksproget YouTube-video viste hende som en dansk mor ved navn Karen, der søgte faderen til sit barn August efter et one night stand. Den virale video, der var produceret af VisitDenmark, fik på få dage over 700.000 visninger og blev bragt i danske og udenlandske medier. Senere medvirkede Ditte i en video-parodi af originalen.
Ditte Arnth studerede ved Skuespillerskolen Ophelia (2008–2011) og har tidligere haft roller på teatret, bl.a. Det Kongelige Teater, i film og reklamefilm.
Hun har haft en række rolle i tv-serier, blandt andet Forbrydelsen 2, og spillefilm såsom Player (2013) og Spies & Glistrup (2013).

## Filmografi
- Parterapi (2010)
- Bølle Bob - Alle tiders helt (2010)
- Player (2013)
- Spies & Glistrup (2013)
- Tomgang (2014)